# پاپا (مجموعه تلویزیونی)
پاپا (انگلیسی: Papa; کره‌ای: 파파) یک مجموعه تلویزیونی کره جنوبی محصول سال ۱۹۹۶ است که از ۳ ژانویه تا ۲۹ فوریه ۱۹۹۶ از کی‌بی‌اس برای ۱۸ قسمت پخش شد.

## بازیگران
- به یونگ جون در نقش چوی هیون جون
- لی یونگ ئه در نقش هان سه یونگ
- جونگ چان در نقش هان این پیو
- لی هه یونگ در نقش یون هه وون

## ساندترک
- «پاپا» اثر پارک جونگ چول
- «دوباره» اثر جونگ سوک وون
- «بنک» (뱅크; Bank)[۲]
- «Come Vorrei»
- «کالیفرنیا دریمین» اثر ماماز اند پاپاز[۳]